# Tatort: Lass den Mond am Himmel stehn
Lass den Mond am Himmel stehn ist ein Fernsehfilm aus der Krimireihe Tatort. Der vom Bayerischen Rundfunk produzierte Beitrag ist die 1135. Tatort-Episode und wurde am 7. Juni 2020 im Programm Das Erste gesendet. Das Münchner Ermittlerduo Batic und Leitmayr ermittelt in seinem 84. Fall.
Nach der Erstausstrahlung dieser Folge dauerte es 91 Tage (also 13 Wochen) bis zur Erstausstrahlung der nächsten Folge der Tatortreihe. Dies war der längste Abstand zwischen den Erstausstrahlungen zweier aufeinanderfolgender Folgen in der inzwischen über 50-jährigen Tatortreihe.

## Handlung
Judith Kovacic, Ehefrau des Herzchirurgen David Kovacic, ist besorgt, weil ihr Sohn aus erster Ehe, der 13-jährige Emil Kovacic, eines Morgens nicht in seinem Bett liegt. Am Vortag war Emil bei seinem Freund Basti Schellenberg zum Computerspielen, hat dort aber anscheinend nicht übernachtet. Da wird Emil tot in der Isar aufgefunden. Seine Handyspur endet an einem Parkplatz, der als Treffpunkt für anonymen Sex bekannt ist. In der Nähe dieses Orts wird Emils Fahrrad entdeckt. Da sein Handy verschwunden bleibt, vermuten die Hauptkommissare Batic und Leitmayr, dass Emil auf dem Parkplatz etwas Kompromittierendes gefilmt hat. Diese Spur verdichtet sich jedoch nicht, trotz sorgfältiger Ermittlungen.
Allerdings stellt sich heraus, dass Emil für die gerade 18 Jahre alt gewordene Hannah Schellenberg verliebte Gefühle hegte und sie heimlich beobachtete. Er hat ein Foto gemacht, das Hannah mit David Kovacic zeigt, der sie vom Bahnhof abholte. Sie hatte ein Tenniscamp am Gardasee abgekürzt, um den Nachbarn zu treffen. Die Ermittler konfrontieren Hannah mit dem Foto, ohne den anwesenden Eltern zu sagen, wen es zeigt. Hannahs Vater findet ein Bild des Arztes bei den Sachen seiner Tochter und ist empört. Er lauert David auf und wird handgreiflich. David möchte die Affäre mit der jungen Nachbarstochter beenden, die ihn im Krankenhaus besucht, kurz bevor die Ermittler dort erscheinen. David leugnet die Intimität, die dem Zuschauer jedoch durch eine Rückblende vermittelt wird: Emil hatte beide beobachtet.
Das Alibi des Arztes für die Tatzeit ist jedoch zutreffend, sodass jetzt die Familie Schellenberg unter Verdacht gerät. Eine Untersuchung des Jugendzimmers des 13-jährigen Basti ergibt, dass Emil dort verblutete. Im Verhör räumen die Eltern, getrennt befragt, die Strafvereitelung zugunsten ihres Sohnes ein. Als Anwältin weiß Bastis Mutter Antonia aber auch, dass ihr Sohn gemäß § 19 StGB noch nicht strafmündig ist und sie und ihr Mann Martin gemäß § 258 Abs. 6 StGB als Angehörige straffrei bleiben. Basti hatte seinen Freund spontan während des gemeinsamen Computerspiels mit seinem Skateboard erschlagen. Anschließend transportierten seine Eltern Emils Leiche zur Isar, sein Fahrrad aber an den Sex-Parkplatz. Bastis Beweggründe für die Tat bleiben bis zum Schluss unklar, da er Batics Frage danach nicht beantwortet. Sowohl er als auch seine Eltern sind noch bei der Aufklärung der Tat völlig kalt, was vor allem Kalli sichtlich schockiert. Hannah jedoch packt ihre Sachen und verlässt die Familie mit unklarem Ziel.

## Hintergrund
Der Film wurde vom 9. September 2019 bis zum 10. Oktober 2019 in München und Umgebung gedreht.
Der Titel der Tatortfolge ist eine Verszeile aus dem vierstrophigen Gedicht Müde bin ich, geh zur Ruh, das die religiöse Dichterin Luise Hensel im Jahr 1816 schrieb und das sich zu einem populären Abendgebet für Kinder entwickelte. Die Zeile stammt aus der letzten Strophe: Müden Herzen sende Ruh / nasse Augen schließe zu / Lass den Mond am Himmel stehn / und die stille Welt besehn.

## Rezeption

### Kritiken
„Die Verantwortlichen dieses exzellent komponierten und inszenierten ‚Tatort‘ […] arbeiten mit perfide genauen Bildern und perfide genauen Dialogen: Oft meinen Blicke, Gesten und Sprechakte hier das Gegenteil von dem, was scheinbar mit ihnen ausgedrückt werden soll. Der diskrete Schmarrn der Bourgeoisie.“

„Zeit lassen, wo Zeit da ist, das muss nicht automatisch Langeweile bedeuten. Dieser Film kommt ohne Knall aus, ohne letzte falsche Verdächtigung und Abbiegung noch kurz vor Schluss. Trotzdem ist er spannend und hundsgemein. Und dann: beängstigend einfach und leise.“

### Einschaltquoten
Die Erstausstrahlung von Lass den Mond am Himmel stehn am 7. Juni 2020 wurde in Deutschland von 9,84 Millionen Zuschauern gesehen und erreichte einen Marktanteil von 28,7 % für Das Erste.

## Auszeichnungen
- Nominierung für den Deutschen Fernsehkrimipreis 2020
- Nominierung für den Fernsehfilmpreis der Deutschen Akademie der Darstellenden Künste 2020 und den 3satZuschauerpreis[5]